# Disney Princess: Le magiche fiabe - Insegui i tuoi sogni
Disney Princess: Le magiche fiabe - Insegui i tuoi sogni (Disney Princess Enchanted Tales: Follow Your Dreams) è un film d'animazione direct-to-video realizzato da DisneyToon Studios. È il primo ed unico volume ad essere stato distribuito nella collezione Disney Princess: Le magiche fiabe (Disney Princess Enchanted Tales), con storie inedite con protagoniste le Principesse Disney. La serie fu infatti interrotta dopo la prima uscita. È uscito il 4 settembre 2007 in USA e il 17 ottobre in Italia.
Il film contiene una storia della Principessa Aurora, protagonista del film La Bella Addormentata nel Bosco del 1959, e una storia della Principessa Jasmine, dal film Disney Aladdin del 1992. È un film musicale che imita lo stile dei classici su cui è basato, e ha come tema la perseveranza.

## Trama
Le chiavi al regno
La nuova storia della Principessa Aurora è la sua prima apparizione al di fuori e dopo del classico film del 1959 La Bella Addormentata nel Bosco, ed è ambientata dopo gli eventi del film originale in cui c'è un doppiaggio completamente diverso.
Il Re Stefano, la Regina Leah, il Re Uberto e il Principe Filippo lasciano il regno per due giorni per una Conferenza Reale, affidando il governo ad Aurora in loro assenza. Le tre fate buone le offrono il loro aiuto ma lei rifiuta, credendo di poter fare da sola. Serenella insiste per dare ad Aurora la sua bacchetta, nel caso avesse bisogno di aiuto, e la ammonisce di essere molto specifica nel farle richieste. I compiti della principessa includono organizzare banchetti, ricevere i sudditi, e organizzare servitori che badino alle cucine e ai giardini. Aurora crede di poter svolgere ogni incarico senza ricorrere alla magia, ma prima di coricarsi alla sera, non resiste alla tentazione di giocare un po' con la bacchetta e fa comparire per sé un sontuoso abito giallo. Il giorno successivo, dopo aver a lungo ricevuto i paesani, Aurora si arrende e usa la magia per aiutare un contadino che chiedeva galline e maiali, ma la sua inesperienza causa bizzarri effetti, tra cui galline enormi, maiali verdi, e la trasformazione del contadino in un papero. Dopo aver capito che usare la bacchetta è un errore, usa la testa e si sforza di trovare idee che le permettano di risolvere i problemi da sola.
Molto più di una principessa e... di un pavone
La nuova storia con la principessa Jasmine è ambientata qualche tempo dopo il film Aladdin e il re dei ladri, poiché la ragazza afferma che può nominare tutti i Quaranta Ladroni, e l'episodio crossover della serie animata di Hercules, dopo che Iago ha concluso i suoi viaggi con Cassim ed è tornato ad Agrabah. Inoltre nel doppiaggio italiano Gianni Vagliani (scomparso nel 2000) è stato sostituito da Vittorio Battarra nel doppiaggio del Sultano.
Mentre Aladdin e il Genio sono impegnati in un viaggio in paesi lontani, Jasmine è stanca dei suoi soliti impegni reali, che comprendono l'inaugurazione di botteghe e il partecipare alle aste dei cammelli. Mentre posa per l'ennesimo ritratto, la principessa perde la pazienza, e chiede al Sultano più responsabilità. Il padre la nomina "Educatrice Reale" alla Scuola del Palazzo. Jasmine è molto eccitata, ma si ricrede presto quando incontra i suoi scolari: sono ingovernabili. Presto la principessa si arrende. La sua dama di compagnia le dice che tutto quello che le occorre è pazienza e perseveranza, e potrà fare tutto quello che vuole. Hakeem, lo stalliere, chiede l'aiuto di Jasmine: Sahara, il pluripremiato cavallo del Sultano, è fuggito dalle stalle. La ragazza si incarica di ritrovarlo, e parte insieme al Tappeto, ad Abu e a Iago. Alla fine Jasmine riesce a trovare Sahara e lo riporta a casa sano e salvo, e quando il Sultano vede la figlia in groppa a Sahara rimane sorpreso perché nessuno, oltre alla defunta madre di Jasmine, era mai riuscito a cavalcare il cavallo.

## Produzione
Originariamente, il primo capitolo della serie avrebbe dovuto essere Disney Princess Enchanted Tales: A Kingdom of Kindness, e avrebbe dovuto narrare un'altra storia di Aurora e una nuova storia di Belle da La bella e la bestia. Ne furono diffusi i trailer e le clip di alcune canzoni, ma tuttavia Disney non pubblicò mai il film in DVD. Un ulteriore film, chiamato semplicemente Disney Princess Enchanted Tales nelle pubblicità presenti su alcuni DVD dedicati alle Principesse Disney, era previsto per il 2008. Il film avrebbe contenuto una nuova storia di Cenerentola e una nuova storia di Mulan, ma rimase anch'esso inedito a causa dell'insuccesso di Insegui i tuoi sogni.
Per quanto riguarda il passaggio televisivo, il film è andato in onda in prima visione il 29 aprile 2011 sul canale Playhouse Disney.

## Doppiaggio
| Personaggio                                    | Doppiatore originale                           | Doppiatore italiano                                    |
| ---------------------------------------------- | ---------------------------------------------- | ------------------------------------------------------ |
| Voce narrante                                  | Susan Blakeslee                                | Angiola Baggi                                          |
| Le chiavi al regno                             |                                                |                                                        |
| Principessa Aurora                             | Erin Torpey (dialoghi), Cassidy Ladden (canto) | Laura Lenghi (dialoghi), Renata Fusco (canto)          |
| Principe Filippo                               | Roger Craig Smith                              | Simone D'Andrea                                        |
| Re Stefano                                     | Corey Burton                                   | Carlo Reali                                            |
| Regina Leah                                    | Barbara Dirikson                               | Cristina Dian                                          |
| Flora                                          | Barbara Dirikson                               | Gabriella Genta                                        |
| Fauna                                          | Russi Taylor                                   | Melina Martello                                        |
| Serenella                                      | Tress MacNeille                                | Giò Giò Rapattoni                                      |
| Duca                                           | Jeff Bennett                                   | Massimo Bitossi                                        |
| Molto più di una principessa e... di un pavone |                                                |                                                        |
| Principessa Jasmine                            | Linda Larkin (dialoghi), Lea Salonga (canto)   | Manuela Cenciarelli (dialoghi), Rossella Ruini (canto) |
| Iago                                           | Gilbert Gottfried                              | Marco Bresciani                                        |
| Hakeem                                         | Zack Shada                                     | Jacopo Bonanni                                         |
| Sultano                                        | Jeff Bennett                                   | Vittorio Battarra                                      |
| Pittore                                        | Jeff Bennett                                   | Gerolamo Alchieri                                      |
| Sharma                                         | Tara Strong                                    | Micaela Incitti                                        |
| Rajah                                          | Frank Welker                                   | Sebastian Llapur                                       |
| Abu                                            | Frank Welker                                   | Arturo Mercado Chacon                                  |
| Aneesa                                         | Flo Di Re                                      | Graziella Polesinanti                                  |